# عزبة الأقباط
قرية عزبة الأقباط هي إحدى القرى التابعة لمركز البداري في محافظة أسيوط في جمهورية مصر العربية. حسب إحصاءات سنة 2006، بلغ إجمالي السكان في عزبة الأقباط 2125 نسمة، منهم 1070 رجل و1055 امرأة.